# 東北分區
國家冰球聯盟的東北分區是联盟存在于1992-2013年的一个分区。

## 历史
该分区成立於1992-1993年度賽季；當時隸屬東北分區的球隊分別是：
- 波士頓棕熊隊
- 水牛城軍刀隊
- 夏霍特捕鯨人隊
- 滿地可加拿大人隊
- 渥太華參議員隊
- 匹茲堡企鵝隊
- 魁北克北方人隊

1995-1996年度賽季，魁北克北方人队遷往美國科羅拉多州丹佛，並改名為科羅拉多雪崩隊。由於地理上的改變，該隊被調至太平洋分區。
1997-1998年度賽季，夏霍特捕鯨人隊遷往美國北卡羅來納州，並改名為卡羅來納颶風隊。
1998-1999年度賽季，聯盟重新劃定分區，其中卡羅來納颶風隊調往新的東南分區，匹茲堡企鵝隊調往大西洋分區。另外，多倫多楓葉隊則從中央分區調入。
2012-2013最后一赛季隸屬東北分區的球隊分別是：
- 波士頓棕熊隊
- 水牛城軍刀隊
- 滿地可加拿大人隊
- 渥太華參議員隊
- 多倫多楓葉隊

## 分區冠軍
- 1994 - 匹茲堡企鵝隊
- 1995 - 魁北克北方人隊
- 1996 - 匹茲堡企鵝隊
- 1997 - 水牛城軍刀隊
- 1998 - 匹茲堡企鵝隊
- 1999 - 渥太華參議員隊
- 2000 - 多倫多楓葉隊
- 2001 - 渥太華參議員隊
- 2002 - 波士頓棕熊隊
- 2003 - 渥太華參議員隊
- 2004 - 波士頓棕熊隊
- 2005 - 賽季取消
- 2006 - 渥太華參議員隊
- 2007 - 水牛城軍刀隊